# Gone with the Wind (phim)
Cuốn theo chiều gió (tiếng Anh: Gone With the Wind) là bộ phim Mỹ, thuộc thể loại phim chính kịch-lãng mạn-sử thi, được phỏng theo tiểu thuyết cùng tên của Margaret Mitchell, xuất bản năm 1936. Phim được sản xuất bởi David O.Selznick, đạo diễn Victor Fleming và kịch bản gốc Sidney Howard. Bộ phim được quay ở miền Nam nước Mỹ trong thời gian xảy ra nội chiến. Các diễn viên chính bao gồm: Clark Gable, Vivien Leigh, Leslie Howard, Olivia de Havilland và Hattie McDaniel. Nội dung của phim xoay quanh cuộc nội chiến Mỹ và thời kì tái thiết nhìn từ quan điểm của một người Mỹ da trắng ở miền Nam.
Ra mắt năm 1939, Gone With the Wind vẫn chứng tỏ sức sống lâu bền trong lòng khán giả khi dẫn đầu danh sách 100 bộ phim thành công nhất mọi thời đại về doanh thu tại Mỹ. Đây là kết quả từ cuộc thăm dò của nhật báo điện ảnh Screen Digest. Bộ phim đoạt 9 giải Oscar vừa được bình chọn là bộ phim có nhiều khán giả nhất mọi thời đại trong lịch sử chiếu bóng Anh Quốc. Kể từ khi được phát hành năm 1939, "Cuốn theo chiều gió" đã mang lại 3.4 tỷ đô la, vẫn kém so với con số 4 tỷ đô la doanh thu phòng vé mà Titanic hay Avenger: Endgame kiếm được, tính đến thời điểm này).
Bộ phim được bình chọn là một trong 100 phim hay nhất của điện ảnh Hoa Kỳ bởi viện phim Mỹ (đứng thứ 6 trong danh sách năm 2007).
Với độ dài ba giờ bốn mươi phút và bốn phút nghỉ giữa các phần, Cuốn theo chiều gió là bộ phim Mỹ có lồng tiếng dài nhất từng được thực hiện tính đến thời điểm hiện tại.

## Tóm tắt nội dung

### Phần 1
Bộ phim bắt đầu trên trang trại trồng bông Tara ở vùng nông thôn Georgia năm 1861 – thời kì nước Mỹ đang xảy ra nội chiến, nơi mà Scarlett O'Hara (Vivien Leigh) đang tán tỉnh hai anh em nhà Tarleton, Brent (Fred Crane) và Stuart (George Reeves). Scarlett, Suellen (Evelyn Keynes) và Careen (Ann Rutherford) là ba cô con gái của một người di cư gốc Ailen, Gerald O'Hara (Thomas Mitchell), và vợ ông, Ellen O'Hara (Barbara O'Neil), một hậu duệ của dòng dõi quý tộc Pháp. Hai anh em nhà Tarleton chia sẻ với Scarlett một bí mật, rằng Ashley Wilkes (Leslie Howard), người mà Scarlett thầm yêu, sẽ cưới chị em họ anh ta là Melanie Hamilton (Olivia de Havilland). Lễ đính hôn dự định sẽ được thông báo và ngày tiếp theo đó trong bữa tiệc ngoài trời tại nhà Ashley, trang trại Twelve Oaks gần đó.
Tại Twelve Oaks, Scarlett nhận ra cô đang được mến mộ bởi Rhett Butler (Clark Gable), một khách mời đẹp trai láu cá mà đã bị dòng họ ở Charleston của anh ta từ mặt. Rhett bị mọi người phản đối trong một cuộc thảo luận về chiến tranh, khi anh cho rằng miền Nam chẳng có cơ hội nào thắng những con số vượt trội và sức mạnh công nghiệp của miền Bắc. Scarlett lẻn đi khi mọi người đang ngủ trưa để được ở một mình với Ashley trong thư viện, và thú nhận tình yêu dành cho anh. Ashley thừa nhận anh thấy Scarlett hấp dẫn, và rằng anh cũng đã luôn thầm yêu cô, nhưng anh và Melanie ngọt ngào hợp nhau hơn. Cô buộc tội Ashley đã khiến cô hiểu nhầm và tát anh một cách giận dữ. Ashley im lặng bỏ đi còn Scarlett càng tức giận khi biết rằng Rhett đang chợp mắt trên ghế bành trong thư viện, và anh đã nghe lỏm toàn bộ câu chuyện. "Này ông, ông thật chẳng ra dáng một quý ngài!", và anh đáp lại lời của cô: "Còn cô, thưa cô, chẳng phải một quý bà!". Tuy nhiên Rhett hứa sẽ giữ kín bí mật tội lỗi của cô. Scarlett vội vã rời khỏi thư viện. Bữa tiệc bị gián đoạn bởi thông báo rằng chiến tranh đã nổ ra, do đó đám đàn ông phải vội đi tòng quân và đám phụ nữ thì bị tỉnh giấc trưa. Khi Scarlett nhìn Ashley hôn tạm biệt Melanie từ trên lầu, cậu em trai nhút nhát của Melanie, Charles Hamilton (Rand Brooks), người mà Scarlett đã vô tư đùa bỡn, hỏi cưới cô trước khi lên đường. Mặc dù không thực sự yêu Charles nhưng Scarlett vẫn đồng ý với mục đích tiếp cận gia đình Ashley và khiến anh ghen tuông. Charles và Scarlett cưới trước khi anh lên đường ra mặt trận.
Scalett sớm goá bụa khi Charles chết vì bệnh viêm phổi và bệnh sởi trong quá trình phục vụ quân đội Liên minh miền Nam. Mẹ của Scarlett gửi cô đến nhà Hamilton ở Atlanta để khiến cô vui lên, mặc dù bà vú trực tính Mammy (Hattie McDaniel) bảo với Scarlett rằng bà biết cô tới đó chỉ hòng hi vọng Ashley quay lại. Scarlett và Melanie tham gia buổi bán hàng từ thiện ở Atlanta; Scarlett, người đáng nhẽ phải chìm đắm trong tột cùng đau khổ thì bị xì xào căm ghét. Rhett, bây giờ là người hùng vượt phong tỏa của Liên minh, xuất hiện trong sự ngạc nhiên của mọi người. Scarlett thậm chí còn làm dân chúng Atlanta kinh ngạc hơn khi chấp nhận lời mời nhảy cùng của Rhett. Trong khi nhảy, Rhett tiết lộ ý định giành lấy cô, và Scarlett đáp rằng điều đó sẽ chẳng bao giờ xảy ra khi mà cô còn đang sống.
Cuộc chiến trở nên bất lợi cho Liên minh sau trận Gettysburg mà trong đó nhiều đàn ông ra đi từ thị trấn của Scarlett đã hi sinh. Scarlett một lần nữa không thành trong nỗ lực giành lấy trái tim Ashley khi anh về nghỉ lễ Giáng sinh, mặc dù họ đã hôn nhau say đắm trong phòng khách trước khi anh quay trở lại mặt trận. Trong bệnh viện, Scarlett và Melanie chăm sóc những chiến sĩ bị thương (Cliff Edwards).
Tám tháng sau, thành phố bị bao vây bởi quân đội Liên bang trong chiến dịch Atlanta, Melanie trở dạ sớm. Giữ lời hứa với Ashley rằng sẽ "chăm sóc Melanie", Scarlett và người hầu gái Prissy (Butterfly McQueen) phải tự đỡ đẻ mà không có bác sĩ. Scarlett cầu xin Rhett đưa cô trở về Tara ngay lập tức cùng với Melanie, Prissy và đứa bé. Anh xuất hiện trên xe ngựa để mang họ rời khỏi thành phố trên một hành trình nguy hiểm vượt qua những bến ga và kho hàng bốc cháy. Anh bỏ cô lại cùng với con ngựa sắp chết, Melanie đang hấp hối, đứa bé và Prissy khóc lóc sướt mướt, cùng một nụ hôn say đắm trên đường trở về Tara. Cô đáp lại sự sửng sốt của anh bằng một cái tát khi anh lên đường chiến đấu cho quân đội Liên minh. Trên hành trình trở về nhà, Scarlett thấy Twelve Oaks bị cháy, tàn phá và bỏ hoang. Cô thở phào nhìn thấy Tara vẫn còn nhưng tất cả đã bỏ đi ngoại trừ bố mẹ cô, những người chị em và hai người làm, Mammy và Pork (Oscar Polk). Scarlett biết tin mẹ cô vừa mất vì sốt thương hàn còn cha cô thì đang trở nên mất trí sau những đau khổ. Trước Tara không có ai coi sóc và bị cướp phá bởi đám lính Liên Bang, Scarlett thề cô sẽ làm bất cứ điều gì để cứu sống gia đình và bản thân: "Có chúa chứng giám, ta sẽ không bao giờ đói nữa".

### Phần 2
Scarlett xếp đặt công việc thu hoạch bông cho người nhà và giúp việc. Cô còn giết cả một tên lính miền Bắc đào ngũ đã đột nhập và hăm doạ cô, và tìm được tiền vàng trong túi dết của hắn, đủ để chu cấp cho gia đình cô trong một thời gian ngắn. Chiến tranh kết thúc với sự thất bại của quân Liên minh. Ashley trở về sau khi bị bắt làm tù binh. Mammy ngăn Scarlett chạy đến bên anh trong ngày anh và Melanie đoàn tụ. Ashley chán nản thấy mình không giúp được gì nhiều cho Tara, và khi Scarlett cầu xin anh hãy chạy trốn cùng cô, anh thú nhận rằng anh khao khát cô rồi hôn cô say đắm, nhưng cũng nói rằng anh không thể rời bỏ Melanie. Gerad O'Hara chết vì ngã ngựa trong lúc cố rượt tên Yankee, đốc công cũ của Tara bây giờ muốn mua lại điền trang này, ra khỏi lãnh địa của ông. Chỉ còn lại Scarlett một mình gánh vác gia đình, và cô nhận thấy là không thể trả nổi những khoản thuế má ngày càng tăng cho Tara. Biết rằng Rhett vẫn còn ở Atlanta và tin rằng anh vẫn giàu có, cô yêu cầu Mammy may cho một chiếc váy từ tấm rèm cũ của mẹ cô vẫn treo trong phòng khách. Tuy nhiên, qua cuộc viếng thăm, Rhett bảo cô rằng tài khoản ngân hàng của anh đã bị phong toả, và rằng nỗ lực vay mượn của cô là vô ích.
Khi Scarlett từ biệt Rhett, cô chạm trán vị hôn phu của cô em gái, Frank Kennedy (Carroll Nye) đã luống tuổi, người mà hiện tại đang sở hữu một cửa hàng tạp hoá và một nhà máy xẻ gỗ đều làm ăn phát đạt. Scarlett nói dối rằng Suellen mệt mỏi vì chờ đợi và đã cưới một gã đẹp trai khác. Sau khi trở thành bà Frank Kennedy, Scarlett cũng tiếp quản luôn công việc kinh doanh của chồng, và nàng dùng lợi nhuận kiếm được để mua một nhà máy cưa mà đã rất phát đạt trong quá trình tái thiết Atlanta, một phần là vì cô sẵn sàng giao thương với cả bọn Yankee đáng khinh cũng như thuê dùng những công nhân từng ngồi tù trong nhà máy của cô. Khi Ashley sắp nhận được một công việc trong nhà băng, Scarlett lại nhử tính yếu đuối của anh bằng cách khóc lóc rằng cần anh giúp một tay điều hành nhà máy cưa. Dưới sức ép từ Melanie, anh nhận lời. Một hôm, sau vụ Scarlett bị tấn công khi đánh xe một mình qua khu ổ chuột lân cận, Frank, Ashley và những người khác đã bất ngờ đột kích vào khu phố đó. Ashlet bị thương trong cuộc ẩu đả với đám lính Liên bang, còn Frank thì chết.
Sau đám tang của Frank, Rhett tới thăm Scarlett và cầu hôn nàng. Scarlett chấp nhận anh một phần vì tiền. Anh hôn nàng say đắm và nói rằng rồi một ngày anh sẽ giành được tình yêu của nàng bởi cả anh và nàng đều giống nhau. Sau tuần trăng mật ở New Orleans, Rhett hứa rằng sẽ lấy lại vẻ huy hoàng cũ cho Tara, trong khi Scarlett xây dựng biệt thự lớn nhất ở Atlanta. Hai người có với nhau một bé gái. Scarlett muốn đặt tên bé là Eugenie Victoria, nhưng Rhett lại đặt là Bonnie Blue Butler (Cammie King). Rhett làm mọi thứ để có được danh tiếng tốt đối với dân chúng Atlanta vì lợi ích của cô con gái bé bỏng. Scarlett, vẫn bám lấy Ashley và buồn phiền trước những dấu hiệu đi xuống của nhan sắc (vòng eo của nàng đã tăng từ 18,5 inch lên 20 inch), nói với Rhett rằng cô không muốn có thêm con nữa và rằng họ sẽ không ngủ chung giường kể từ nay. Trong cơn tức giân, anh đạp đổ cánh cửa ngăn đôi phòng ngủ của hai người, cho cô biết rằng cô không thể xua đuổi anh một khi anh đã muốn gần cô.
Một hôm trong lúc đi thăm nhà máy, Scarlett và Ashley cùng ôn lại những kỉ niệm xưa cũ, và khi cô ôm lấy anh để an ủi thì đã bị phát hiện bởi hai kẻ hay buôn chuyện, trong đó có chị gái India của Ashley, người vốn ghét Scarlett. Họ hăm hở rêu rao tin đồn khắp nơi và danh tiếng của Scarlett lại một lần nữa bị huỷ hoại. Tối hôm đó, Rhett, đã biết chuyện, buộc Scarlett phải ra khỏi giường và đến dự bữa tiệc sinh nhật của Ashley. Không tin bất cứ lời nói xấu nào về chị dâu mình, Melanie đã đứng về phía Scarlett để cho mọi người thấy rằng cô tin những tin đồn kia là sai sự thật.
Tối muộn hôm đó, sau khi về đến nhà, trong khi định lén lấy cho mình một ly rượu thì Scarlett phát hiện ra Rhett đang ngồi uống ở tầng dưới. Mù quáng vì ghen tuông, anh bảo Scarlett rằng anh có thể giết cô nếu điều đó có thể khiến cô quên được Ashley. Bế xốc cô lên tầng, anh nói: "Đêm nay em sẽ không đẩy tôi ra". Cô tỉnh dậy vào sáng hôm sau với vẻ hạnh phúc tội lỗi, nhưng Rhett trở lại để xin lỗi cô và đề nghị li hôn. Scarlett không đồng ý, nói rằng đó là một sự ô nhục. Rhett quyết định mang theo Bonnie trong chuyến đi dài ngày đến Luân Đôn. Tuy nhiên sau đấy anh nhận ra rằng một đứa bé như Bonnie vẫn luôn cần có mẹ vì một đêm, Bonnie gặp ác mộng và bé đã khóc gọi mẹ trong mơ. Rhett trở về cùng với Bonnie và Scarlett vui sướng được gặp lại anh, nhưng anh cự tuyệt nỗ lực hoà giải của cô. Anh để ý thấy sự khác biệt ở cô. Cô cho anh biết cô đang mang bầu nữa. Rhett hỏi ai là cha đứa bé và Scarlett nói với anh rằng anh biết rõ đấy là ai và thậm chí cô còn chẳng muốn đứa bé. Bị tổn thương, Rhett bảo cô "Vui lên đi. Biết đâu cô sẽ gặp tai nạn." Điên tiết, Scarlett nhảy bổ vào Rhett nhưng bị trượt chân ngã xuống cầu thang và sẩy thai. Rhett, phát điên lên vì cảm giác tội lỗi, khóc và kể với Melanie về cơn ghen của anh nhưng vẫn không để lộ sự thật về tình cảm của Scarlett dành cho Ashley.
Khi Scarlett đang hồi phục thì Bonnie bé bỏng, cũng bốc đồng như ông ngoại, chết trong một cú ngã trong lúc nhảy qua hàng rào với chú ngựa con. Scarlett đổ lỗi cho Rhett còn Rhett thì đổ lỗi cho chính mình. Melanie tới thăm để an ủi họ, và thuyết phục Rhett hãy để Bonnie được yên nghỉ nhưng sau đó thì cô đổ gục khi mang cái thai thứ hai mà bác sĩ đã cảnh báo có thể khiến cô mất mạng. Lúc hấp hối, cô nhờ Scarlett chăm sóc Ashley dùm cô như nàng đã từng chăm sóc cô dùm Ashley. Melanie cũng bảo Scarlett hãy đối tốt với Rhett vì anh rất yêu cô và trút hơi thở cuối cùng. Bên ngoài, Ashley khuỵu xuống trong nước mắt, vô vọng khi không còn vợ nữa. Chỉ đến lúc đấy Scarlett mới nhận ra cô không hề có một ý nghĩa gì trong anh, rằng cô đã yêu một điều gì đó chưa từng tồn tại. Cô chạy về nhà chỉ để biết rằng Rhett đang đóng gói hành lý rời bỏ cô. Cô cầu xin anh đừng đi, nói với anh rằng cô đã luôn yêu anh, rằng cô chưa từng thật sự yêu Ashley. Nhưng, anh cự tuyệt, nói rằng cái chết của Bonnie đã đi cùng với mọi cơ hội hàn gắn giữa hai người. Và khi cô nhắc lại rằng cô yêu anh, anh khẳng định: "Đấy là điều không may của em".
Khi Rhett bước ra khỏi cửa, dự định sẽ quay về quê hương Charleston của anh, Scarlett van nài, "Rhett, nếu anh đi, em sẽ về đâu? Em sẽ làm gì? Anh đã trả lời một câu nổi tiếng, "Nói thẳng là, em yêu, tôi đếch quan tâm!" và lẩn vào màn sương. Cô ngồi trên bậc thang và khóc trong tuyệt vọng, "Vậy thì có sao chứ?". Và rồi cô nhớ lại giọng nói của Gerald, Ashley, Rhett, tất cả họ đều gợi nhắc cô rằng sức mạnh của cô đến từ chính Tara. Hi vọng bừng sáng trên gương mặt Scarlett: "Tara! Nhà. Mình sẽ về nhà, và mình sẽ nghĩ cách mang Rhett trở về! Rốt cuộc thì, ngày mai là một ngày khác!". Trong cảnh cuối, Scarlett đứng dậy, kiên quyết, trước khi đến Tara.

## Sản xuất

### Kịch bản
Về biên kịch Sidney Howard, nhà nghiên cứu lịch sử điện ảnh Joanne Yeck viết, "đơn giản hoá cuốn tiểu thuyết đồ sộ Cuốn theo chiều gió quả thực là một nhiệm vụ hết sức nặng nề...và bản thảo đầu tiên của Howard thì cực dài, yêu cầu bộ phim kéo dài ít nhất sáu tiếng đồng hồ;... Selznick đã muốn Howard ở lại để sửa bản thảo...nhưng Howard từ chối rời khỏi New England và kết quả là, bản thảo đã được sửa lại bởi một nhóm những nhà viết kịch địa phương, gồm cả Bent Hecht..."
Nhà sản xuất David O.Selznick đã thay đạo diễn ba tuần trước khi khởi quay và sau đó thay luôn kịch bản. Ông tìm ra Victor Fleming, người mà thời điểm đó đang thực hiện bộ phim "The Wizard of Oz". Fleming đã không bằng lòng với kịch bản nên Selznick đã yêu cầu nhà viết kịch lừng danh Ben Hecht viết lại hoàn toàn kịch bản trong vòng năm ngày." Nhà viết kịch Ron Hutchinson đã khai thác tình tiết li kì này trong vở kịch nổi tiếng Moonlight and Magnolias, khi mà "Selznick thực sự nhốt bản thân ông cùng Fleming và Ben Hecht trong phòng trong vòng năm ngày để viết lại hoàn toàn kịch bản".
Cùng lúc bộ phim được phát hành năm 1939, người ta đã thắc mắc rằng ai nên được cho là người biên kịch cho bộ phim. "Tuy nhiên bất chấp những thay đổi và số lượng người tham gia biên kịch, kịch bản cuối cùng giống bản thảo của Howard một cách đáng kể. Tên của Howard xuất hiện duy nhất trong phần hiệu đính như là một sự tưởng nhớ đến ông và sự nghiệp của ông, vì năm 1939, Sidney Howard chết thảm khốc trong một vụ tai nạn máy kéo trên nông trường ở tuổi bốn mươi tám, trước khi bộ phim được khởi chiếu." Selznick nhớ lại vào tháng 10 năm 1939, cuộc thảo luận với người hiệu đính cho phim:
"Anh có thể nó thẳng rằng một phần tương đối nhỏ trong những chất liệu của bộ phim mà không phải từ truyện, phần lớn là chính bản thân tôi, và những lời thoại duy nhất không phải của tôi thì một ít là của Sidney Howard, một ít của Ben Hecht và một ít của John Van Druten. Tôi nghi ngờ rằng có khoảng mười từ trong kịch bản là của Oliver Garrett. Về phần kết cấu, khoảng tám mươi phần trăm là của tôi, phần còn lại thì chia cho Jo Swerling và Sidney Howard, cùng Ben Hecht đóng góp cho kết cấu của phần cuối".
Theo người viết tiểu sử cho Hecht, illiam MacAdams, "Lúc bình minh ngày chủ nhật 20 tháng 2 năm 1939, David Selznick và đạo diễn Victor Fleming lắc Hecht dậy để thông báo rằng ông đang nợ MGM và phải đi cùng họ ngay lập tức để quay Cuốn theo chiều gió mà đã được bấm máy từ năm tuần trước. Selznick mất khoảng 50,000 đô-la cho mỗi một ngày trì hoãn bộ phim để đợi biên kịch và thời gian thì rất là cấp bách.
Hetch lúc đấy đang làm dở dự án At the Circus cho anh em Marx. Nhớ lại bức thư viết cho người bạn Gene Fowler, cũng là một nhà biên kịch, Hecht nói ông chưa từng đọc cuốn tiểu thuyết nhưng Selznick và Fleming không thể đợi cho tới khi ông đọc xong nó. Họ phải ứng biến dựa trên kịch bản gốc của Howard. Hecht viết, "Sau mỗi cảnh được thảo luận và mổ xẻ, tôi ngồi xuống trước máy chữ và gõ nó ra. Selznick và Fleming nóng lòng muốn tiếp tục việc quay phim đang dở của họ liên tục giục tôi. Chúng tôi làm việc như vậy trong bảy ngày, từ mười tám đến hai mươi giờ một ngày. Selznick không cho chúng tôi ăn trưa với lý do rằng ăn uống sẽ làm chậm tiến độ. Anh ta chỉ cho chúng tôi chuối và lạc muối... Vậy nên đến ngày thứ bảy thì tôi xong gọn ghẽ chín cuộn phim đầu tiên về cuộc nội chiến.

## Nhân vật

### Scarlett O'Hara
Katie Scarlett O'Hara Hamilton Kennedy Butler: Nhân vật chính của tác phẩm, một cô gái xinh đẹp, con của một điền chủ giàu có ở Georgia trước nội chiến Mỹ. Nàng đã 3 lần kết hôn, tính tình ích kỷ, ngang bướng nhưng là con người đầy nghị lực và sức mạnh vượt qua khó khăn.
Scarlett O'Hara do nữ diễn viên Vivien Leigh thủ vai.

### Rhett Butler
Rhett Butler: Người chồng thứ ba của Scarlett, một con người từng trải, mưu trí, vô cùng thông minh và sâu sắc, thực dụng nhưng cũng rất đa cảm và có một tình yêu thương vô bờ bến dành cho Scarlett và Bonnie.
Rhett Butler được thể hiện bởi Clark Gable.

### Ashley Wilkes
George Ashley Wilkes: George Ashley Wilkes: Chồng của Melanie và là người Scarlett theo đuổi đến gần hết tác phẩm. Một người đàn ông quý phái và hay mơ mộng, thông minh nhưng yếu đuối, dễ gục ngã trước thực tế.
Ashley Wilkes được thể hiện bởi Leslie Howard.

### Melanie Hamilton
Melanie Hamilton Wilkes: Vợ và là chị em họ của Ashley, chị chồng Scarlett, một người phụ nữ quý phái, yếu đuối, hiền dịu, đôn hậu nhưng lại đầy nghị lực và sức mạnh tiềm ẩn, là điểm tựa tinh thần của Ashley và Scarlett. Sau khi cố gắng sinh đứa con thứ hai, nàng đã mất vì không đủ sức khỏe.
Melanie Hamilton được thể hiện bởi Olivia de Havilland.

## Phân vai
| - Vivien Leigh vai Scarlett O'Hara - Clark Gable vai Rhett Butler - Leslie Howard vai Ashley Wilkes - Olivia de Havilland vai Melanie Hamilton - Hattie McDaniel vai Mammy - Oscar Polk vai Pork - Butterfly McQueen vai Prissy - George Reeves vai Stuart Tarleton (hoặc Brent Tarleton) - Fred Crane vai Brenton Tarleton (hoặc Stuart Tarleton) - Thomas Mitchell vai Gerald O'Hara - Barbara O'Neil vai Ellen O'Hara - Ward Bond vai Tom - Đại úy Yankee | - Evelyn Keyes vai Suellen O'Hara - Ann Rutherford vai Carreen O'Hara - Howard Hickman vai John Wilkes - Alicia Rhett vai India Wilkes - Rand Brooks vai Charles Hamilton - Carroll Nye vai Frank Kennedy - Victor Jory vai Jonas Wilkerson - Everett Brown vai Big Sam - Harry Davenport vai Dr. Meade - Cammie King vai Bonnie blue Butler - Cliff Edwards vai Reminiscent Soldier - Ona Munson vai Belle Watling |

(*Mục giới thiệu trên phim có một chỗ nhầm: George Reeves và Fred Crane diễn vai anh em nhà Tarleton. Reeves trong vai Stuart, nhưng lại được chú thích là đóng vai Brent, trong khi Crane trong vai Brent, thì lại được ghi là Stuart.)

## Một vài chi tiết thú vị
Tất cả rượu sử dụng trong bộ phim đều là trà. Tuy nhiên, trong cảnh quay khi Clark Gable và Hattie McDaniel uống mừng ngày sinh của Bonnie thì Gable đã bí mật thay trà bằng rượu thật. Hattie không hề biết chút gì cho tới khi uống một ngụm. Chiều hôm sau, Gable hỏi Hattie: "Này vú, cơn say rượu thế nào?
Gable cũng bị đoàn làm phim chơi một vố. Trong cảnh quay khi Rhett tới để cứu Scartlett, Prissy và hai mẹ con Melanie, Rhett phải vào phòng ngủ để bế Melanie (đang bệnh) ra khỏi giường. Nhân viên hậu trường đã khâu thêm 70 pounds vào đồ ngủ của Melanie. Khi Gable bế de Havilland lên, ông cảm thấy bà nặng hơn bình thường. Vốn là người là người rất vui tính, Gable đã đùa lại rằng có ai đó trong đoàn làm phim đã đóng đinh de Ha villand vào giường.
Trong bốn nhân vật chính trong phim thì Melanie là nhân vật duy nhất chết. Điều kì lạ là ngoài đời thực thì diễn viên Olivia de Havilland là diễn viên sống lâu nhất (bà qua đời năm 2020 ở tuổi 104) (Leslie Howard mất vì tai nạn máy bay trong chiến tranh, Vivien Leigh mất năm 1967 do căn bệnh viêm phổi còn Clark Gable thì chết vì nhồi máu cơ tim vào năm 1960)
Vivien Leigh nói rằng bà không thích hôn Clark Gable vì miệng ông có mùi rất khó chịu.
Khi Hattie McDaniel nhận được giải Oscar, bà sung sướng đến phát khóc và chỉ lý nhí được lời cảm ơn. Bạn diễn của bà, Olivia de Havilland đã tới chúc mừng và chỉ đến lúc ấy, de Havilland mới nhớ ra là mình đã bị vuột mất giải Oscar (cả hai người đều được đề cử giải Oscar cho diễn viên phụ xuất sắc nhất). Quá thất vọng, de Havilland đã lặng lẽ ra ngoài trong nước mắt.
Trong giờ nghỉ, Vivien Leigh và Clark Gable thường chơi trò battleship (một trò đố chữ). Một lần, hai người mời Olivia de Havilland chơi và bà đã dễ dàng đánh bại cả hai người. Từ đó, Leigh và Gable không cho de Havilland chơi cùng nữa.
Trong thời gian quay phim, Vivien Leigh hút bốn gói thuốc lá một ngày.

## Nhạc phim
Phần nhạc sử dụng trong phim được xếp thứ 2 trong Danh sách 100 năm nhạc phim của Viện phim Mỹ.
| - Mở màn - Ban nhạc MGM Studio - Nhan đề chính - "Tara's Theme" - "(I Wish I Was in) Dixie's Land" (1860) (không chắc chắn) Viết bởi Daniel Decatur Emmett - "Katie Belle" (không chắc chắn) Viết bởi Stephen Foster - "Under the Willow She's Sleeping" (1860 (không chắc chắn) Viết bởi Stephen Foster - "Lou'siana Belle" (1847) (không chắc chắn) Viết bởi Stephen Foster - "Dolly Day" (1850) (không chắc chắn) Viết bởi Stephen Foster - "Ring de Banjo" (1851) (không chắc chắn) Viết bởi Stephen Foster - "Sweet and Low" (1865) (không chắc chắn) Nhạc Joseph Barnby - "Ye Cavaliers of Dixie" (không chắc chắn) Khuyết danh - "Taps" (1862) (không chắc chắn) Viết bởi Tướng Daniel Butterfield - "Massa's in de Cold Ground" (1852) (không chắc chắn) Viết bởi Stephen Foster - "Maryland, My Maryland" (1861) (không chắc chắn) Dựa trên bài ca Giáng sinh Đức "O Tannenbaum" - "Irish Washerwoman" (không chắc chắn) Dân ca Ái Nhĩ Lan - "Garryowen" (không chắc chắn) Dân ca - "When Johnny Comes Marching Home" (1863) (không chắc chắn) Viết bởi Louis Lambert (Patrick Sarsfield Gilmore) - "Weeping, Sad and Lonely (When This Cruel War Is Over)" (1862) Nhạc Henry Tucker (không chắc chắn) - "The Bonnie Blue Flag" (1861) (không chắc chắn) Soạn bởi Harry McCarthy - "Hark! the Herald Angels Sing" (pub. 1856) (không chắc chắn) Nhạc Felix Mendelssohn-Bartholdy (1840) | - "Tramp! Tramp! Tramp! (The Boys Are Marching)" (1864) (không chắc chắn) Nhạc và lời George Frederick Root - "The Old Folks at Home (Swanee River)" (1851) (không chắc chắn) Viết bởi Stephen Foster - "Go Down Moses (Let My People Go)" (không chắc chắn) Thánh ca của người da đen - "My Old Kentucky Home" (1853) (không chắc chắn) Nhạc và lời Stephen Foster Thể hiện bởi Butterfly McQueen - "Marching Through Georgia" (1865) (không chắc chắn) Viết bởi Henry Clay Work - "Battle Hymn of the Republic" (circa 1856) (không chắc chắn) Nhạc William Steffe - "Beautiful Dreamer" (1862) (không chắc chắn) Nhạc Stephen Foster Nhạc chờ - "Jeanie with the Light Brown Hair" (1854) (không chắc chắn) Nhạc Stephen Foster Nhạc chờ - "Yankee Doodle" (ca. 1755) (không chắc chắn) Dân ca Anh - "Stars of the Summer Night" (1856) (không chắc chắn) Nhạc Isaac Baker Woodbury - "Bridal Chorus (Here Comes the Bride)" (1850) (không chắc chắn) từ "Lohengrin" viết bởi Richard Wagner - "Deep River" (không chắc chắn) Dân ca - "For He's a Jolly Good Fellow" (không chắc chắn) - "London Bridge Is Falling Down" (không chắc chắn) Đồng dao - "Ben Bolt (Oh Don't You Remember)" (1848) (không chắc chắn) Nhạc Nelson Kneass Phổ thơ Thomas Dunn English (1842) Thể hiện bởi Vivien Leigh |

## Giải Oscar
Phim được đề cử 13 giải năm 1939, trong đó có 8 đoạt giải, trở thành phim đầu tiên đoạt trên 5 giải Oscar.
- Phim hay nhất – Selznick International Pictures (nhà sản xuất: David O. Selznick)
- Nữ diễn viên chính xuất sắc nhất – Vivien Leigh
- Nữ diễn viên phụ xuất sắc nhất – Hattie McDaniel
- Quay phim xuất sắc nhất – Ernest Haller và Ray Rennahan
- Đạo diễn xuất sắc nhất – Victor Fleming
- Biên tập phim xuất sắc nhất – Hal C. Kern và James E. Newcom
- Kịch bản chuyển thể hay nhất – Sidney Howard
- Chỉ đạo nghệ thuật xuất sắc nhất – Lyle Wheeler
- Giải thưởng đặc biệt – William Cameron Menzies – "Vì thành tích nổi bật trong việc sử dụng màu sắc làm tăng kịch tính trong tác phẩm Cuốn theo chiều gió."
- Giải thưởng về thành tựu kỹ thuật – Don Musgrave and Selznick International Pictures

| Giải                | Kết quả   | Đối tượng tham gia |
| ------------------- | --------- | --- |
| Phim xuất sắc nhất  | Đoạt giải | Selznick International Pictures (David O. Selznick, nhà sản xuất)                                                                                            |
| Đạo diễn            | Đoạt giải | Victor Fleming |
| Vai nam chính       | Đề cử     | Clark Gable Winner was Robert Donat – Goodbye, Mr. Chips |
| Vai nữ chính        | Đoạt giải | Vivien Leigh |
| Kịch bản chuyển thể | Đoạt giải | Sidney Howard Awarded posthumously |
| Vai nữ phụ          | Đoạt giải | Hattie McDaniel Received a miniature "Oscar" statuette on a plaque                                                                                           |
| Vai nữ phụ          | Đề cử     | Olivia de Havilland Winner was Hattie McDaniel – Gone with the Wind                                                                                          |
| Quay phim           | Đoạt giải | Ernest Haller và Ray Rennahan This received the "Oscar" statuette                                                                                            |
| Biên tập            | Đoạt giải | Hal C. Kern and James E. Newcom Received a miniature "Oscar" statuette on a plaque, replaced with a regular statuette in 1962                                |
| Chỉ đạo nghệ thuật  | Đoạt giải | Lyle Wheeler |
| Best Visual Effects | Đề cử     | Fred Albin (Sound), Jack Cosgrove (Photographic), and Arthur Johns (Sound) Winners were Fred Sersen (Photographic) and E. H. Hansen (Sound) – The Rains Came |
| Nhạc phim           | Đề cử     | Max Steiner Winner was Herbert Stothart – The Wizard of Oz                                                                                                   |
| Âm thanh            | Đề cử     | Thomas T. Moulton (Samuel Goldwyn Studio Sound Department) Winner was Bernard B. Brown (Universal Studio Sound Department) – When Tomorrow Comes             |

| Giải                        | Kết quả |
| --------------------------- | --- |
| Irving G. Thalberg Award    | David O. Selznick For his career achievements as a producer. |
| Honorary Award              | William Cameron Menzies (Miniature "Oscar" statuette on a plaque) For outstanding achievement in the use of color for the enhancement of dramatic mood in the production of Gone with the Wind. |
| Technical Achievement Award | Don Musgrave and Selznick International Pictures (Certificate) For pioneering in the use of coordinated equipment in the production Gone with the Wind.                                         |

## Vinh danh
Được viện phim Mĩ xếp loại
- Danh sách 100 phim hay nhất của Viện phim Mỹ #4 năm 1998, #6 năm 2007
- Danh sách 100 câu thoại đáng nhớ trong phim của Viện phim Mỹ
- Danh sách 100 phim truyền cảm hứng của Viện phim Mỹ #43
- Danh sách 100 phim tình cảm của Viện phim Mỹ #2
- Danh sách 100 năm nhạc phim của Viện phim Mỹ #2
- Danh sách 10 phim 10 thể loại của Viện phim Mỹ: phim Sử thi #4.